# Ana Radović
Ana Radović (Sarajevo, 21 de agosto de 1986) é uma handebolista profissional montenegrina, medalhista olímpica.
Ana Radović fez parte do elenco da medalha de prata inédita da equipe montenegrina, em Londres 2012.